# Dodge Challenger III
La Dodge Challenger de troisième génération est une muscle car produite par le constructeur automobile américain Dodge de 2008 à 2023.
Elle remplace la seconde génération de la Dodge Stratus coupé et permet de relancer Dodge dans le domaine des muscle cars. Lors de la Dodge Speed Week à Pontiac au Michigan en août 2022, Dodge annonce que l'année 2023 est la dernière année de production de la Challenger.

## Conception et production
À la fin 2005, Dodge a diffusé des photos d'espionnage du prototype de la Dodge Challenger sur Internet et a été annoncé le 21 novembre 2005, montrant un dessin officiel du véhicule. La Dodge Challenger Concept a été dévoilée au Salon de l’Auto de l’Amérique du Nord 2006 et représentait un aperçu de la Dodge Challenger de 3e génération, dont la production a débuté en 2008. De nombreux éléments de conception de la Dodge Challenger Concept ont été adaptés à partir de la Dodge Challenger de 1970. C'était la deuxième muscle-car à réutiliser un design néo-rétro dans les années 2000, après la Ford Mustang de 2005 mais avant la Chevrolet Camaro de 2010 (qui a été ravivée après sept ans d'absence de production).
Le 3 décembre 2007, Chrysler a commencé à accepter des acomptes pour la Dodge Challenger de 3e génération, lancée le 6 février 2008, simultanément au Chicago Auto Show et au Philadelphia International Auto Show au prix de 40 095 USD. La production a commencé le 8 mai 2008.
Pour 2008, tous les modèles sont en finition SRT8.
Ces séries sont limitées à 6 400 exemplaires pour les États-Unis et cinq cents exemplaires pour le Canada. La « 500 », qui trouve sa numérotation de 1 à 500 dans la fin de chaque numéro de châssis est délivrée avec un certificat d'authenticité.
Cette nouvelle Challenger est donc un coupé à deux portes, 5 places, qui partage les mêmes éléments de conception que la première génération de Challenger, bien qu’elle soit nettement plus longue et plus haute. Comme avec la nouvelle Camaro de Chevrolet, le corps du toit rigide sans pilier du concept-car Challenger a été remplacé par un pilier fixe « B », dissimulé derrière la vitre latérale pour donner une illusion du toit rigide. Le châssis LA est une version modifiée (empattement raccourci) de la plate-forme LX qui est commune à la Dodge Charger (LX), la Dodge Magnum et la Chrysler 300. La LX a été développée en Amérique à partir de la précédente plate-forme Chrysler LH. De nombreux composants Mercedes ont été incorporés ou repris, y compris la suspension avant à bras de suspension Mercedes-Benz W220, la suspension arrière à cinq bras Mercedes-Benz W211, la boîte automatique à cinq vitesses W5A580, le différentiel arrière, et le système ESP.
L'emblème Ram disparait en 2011 (alors que le pick-up homonyme était essaimé sous sa propre marque), et les Challenger ont reçu deux nouveaux moteurs, le Pentastar et un Hemi 392.

### Restylage de 2015
La Challenger reçoit un restylage en 2015. L'extérieur légèrement restylé présente une nouvelle calandre avec les éléments de design des feux arrière séparés de 1971, des phares à LED «Halo Ring» Quad LED, des feux arrière à LED et une aspiration de capot fonctionnelle sur les modèles HEMI. La version Hellcat est présentée, tandis que la transmission automatique à 5 vitesses est remplacée par une nouvelle transmission automatique à 8 vitesses ZF 8HP.
À l’intérieur, la Challenger reçoit un écran à couches minces TFT de 18 cm avec plus d’une centaine de configurations possibles, une radio à écran tactile Uconnect de 21 cm avec navigation en option et un groupe de jauges au style rétro.
En 2019, Dodge publie de nouvelles versions haute performance de la Challenger, réduisant la gamme à six modèles et apportant de nombreux autres ajustements et modifications. La gamme de modèles pour 2019 comprend les versions SXT, GT, R/T, R/T Scat Pack, SRT Hellcat et SRT Hellcat Redeye.

## Les différentes versions

### SE

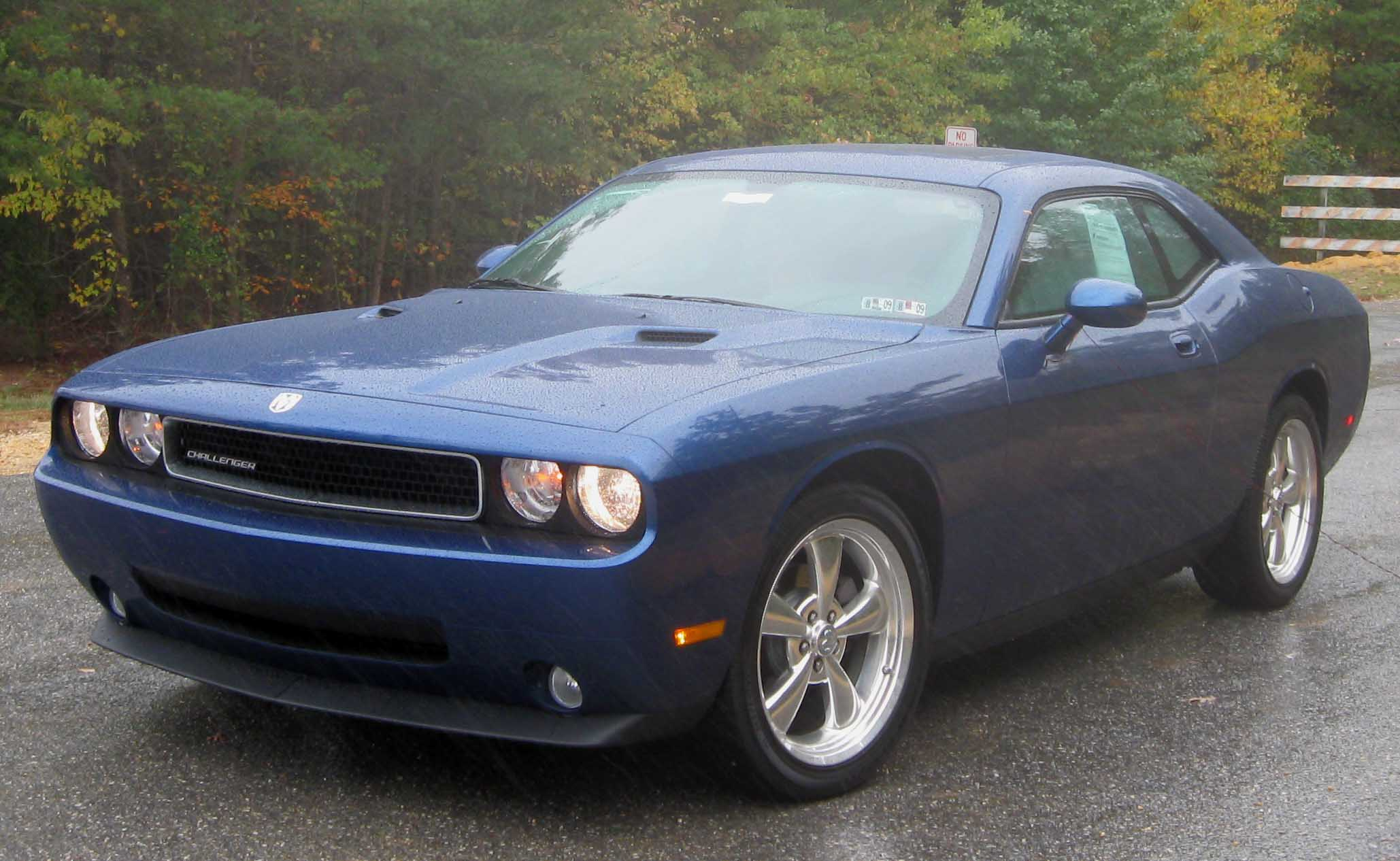
Dodge Challenger SE de 2009.

La Challenger SE est la première édition d'entrée de gamme de la Challenger, initialement équipée du V6 de 3,5 L produisant une puissance de 253 ch (186 kW) (SAE) et un couple de 332 Nm couplé à une boite automatique à 4 vitesses. Cette dernière été modifiée pour adopter une transmission automatique à cinq vitesses.
Plusieurs couleurs extérieures, avec un intérieur en tissu ou en cuir, étaient disponibles. Les équipements de série comprenaient la climatisation, ainsi que les vitres, la centralisation et les rétroviseurs électriques ; le régulateur de vitesse et des roues en aluminium de dix-sept pouces. Une sellerie en cuir, des sièges avant chauffants, un toit ouvrant, des roues en aluminium de dix-huit pouces et un système audio haut de gamme sont disponibles en option, de même que l'ABS, ainsi que le contrôle de la stabilité et de traction. Le marché canadien arbore également la version SXT, similaire à la SE, mais plus généreuse en termes d'équipements. À partir de 2012, la SE a été remplacée aux États-Unis par le modèle SXT.
En 2009 apparait la finition Rallye pour le modèle SE. La finition comprend des éléments de design, notamment des doubles bandes sur le capot et le coffre, un bouchon de réservoir chromé, un becquet de coffre, des roues de 18 pouces en aluminium et des accents intérieurs Micro Carbon.
En 2011, les SE et SE Rallye reçoivent le nouveau moteur V6 Pentastar de 3,6 litres d'une puissance de 227 kW (309 ch) et de 363 N m. Elles se distinguent par une double sortie d'échappement, une transmission automatique à cinq vitesses avec AutoStick, et des roues de 18 pouces en aluminium. La SE Rallye ajoute notamment deux bandes centrales surlignées en rouges, un becquet arrière couleur carrosserie, et des roues Rallye de 18 pouces conçues par Foose.
En 2012, la finition SE a été renommée SXT par souci de cohérence avec le schéma de dénomination de la gamme Dodge restante.

### SXT

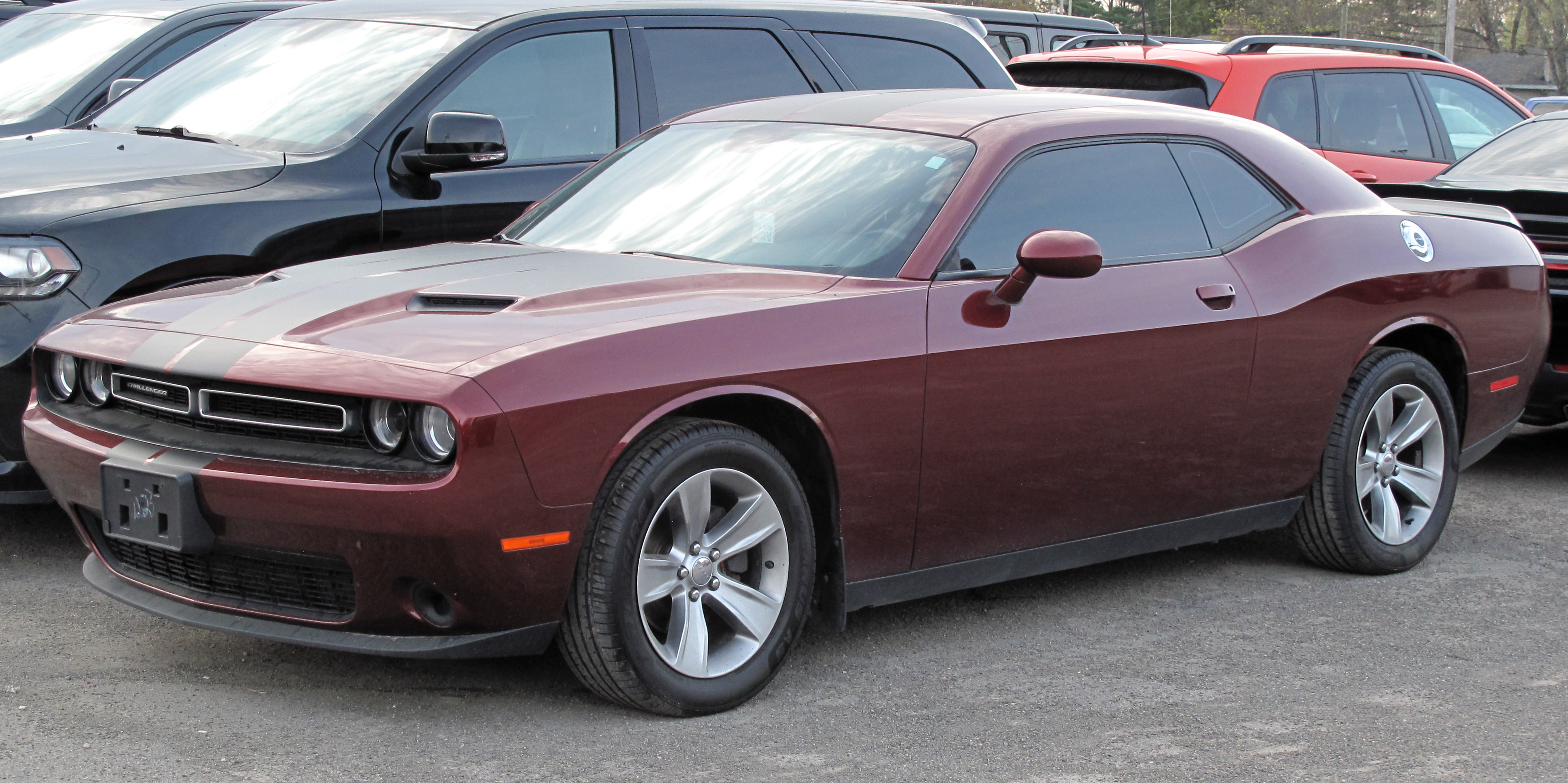
Dodge Challenger SXT de 2017.

Avant 2012, la version SXT de la Challenger n'était vendue qu'au Canada et constituait une variante mieux équipée de la SE. Elle ajoute des feux de brouillard, un aileron arrière, des roues plus grandes, des miroirs de courtoisie éclairés, une alarme et un levier de vitesses gainé de cuir. En outre, la SXT a plus de packs d’options, qui ne sont pas disponibles sur le SE et qui sont également disponibles pour la R/T (comme le système de divertissement compatible avec la navigation).
En 2013, une finition Rallye Redline est disponible. Basée sur la version SXT, la finition Rallye Redline comprend des caractéristiques extérieures uniques, notamment des roues de 20 pouces chromées Black avec des accents Redline Red.
En 2019, la version SXT est disponible en transmission intégrale, comme la GT.

### GT

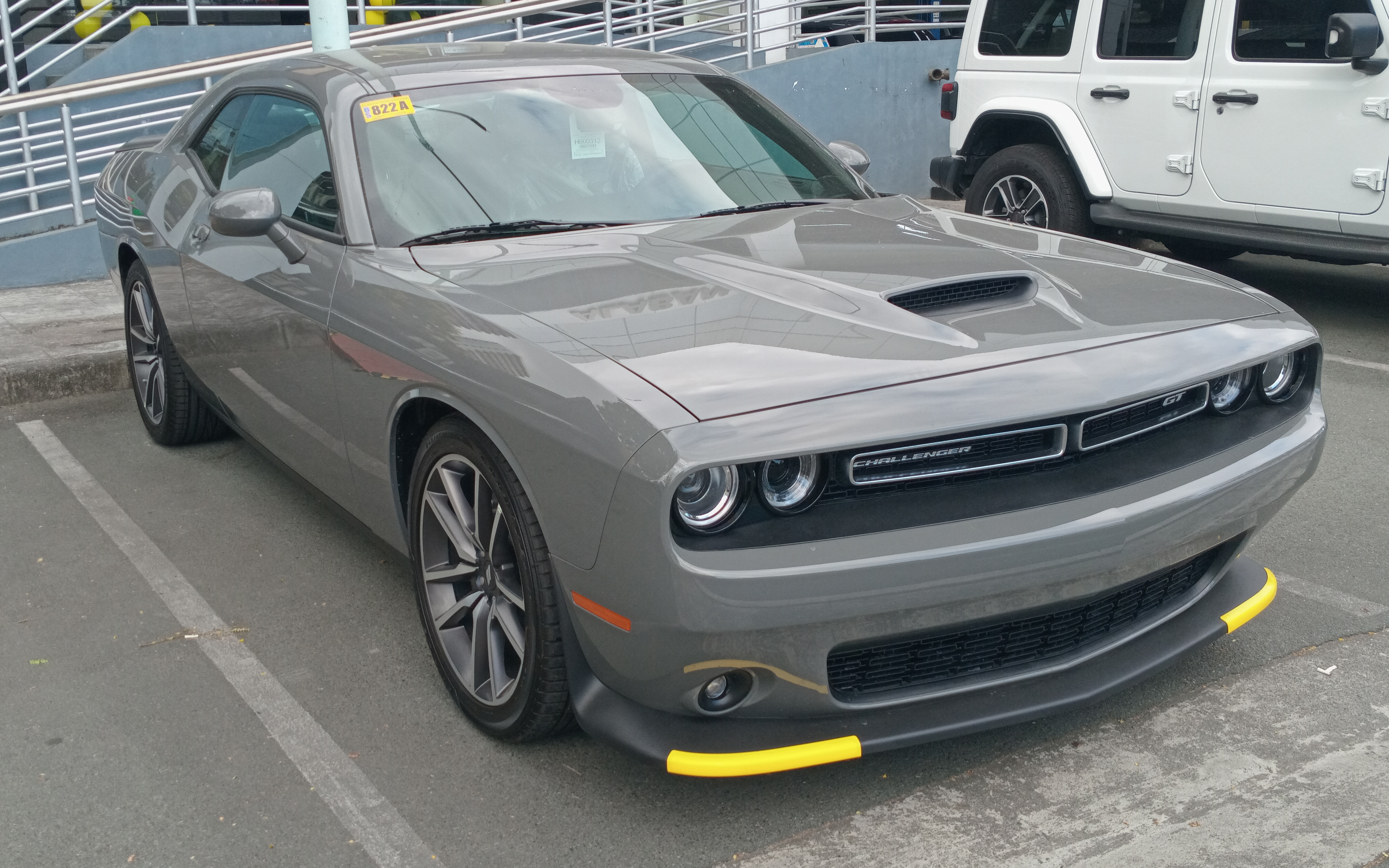
Dodge Challenger GT de 2024.

En 2017, un modèle GT est introduit avec une version à transmission intégrale (TI) de la SXT Plus. Elle est exclusivement disponible avec le moteur V6 Pentastar de 3,6 litres et la transmission automatique à 8 rapports.
Le système TI comprend à la fois une boîte de transfert active et un système de déconnexion de l'essieu avant. Le système utilise par défaut la traction arrière (TA), mais peut facilement passer à la traction intégrale si certaines conditions sont remplies, comme une température extérieure basse, des précipitations ou une perte de traction. Aucune action du conducteur n'est requise. En mode Sport, la voiture utilise exclusivement la transmission intégrale. Jusqu'à seulement 38 % de la puissance est transférée aux roues avant.

### R/T

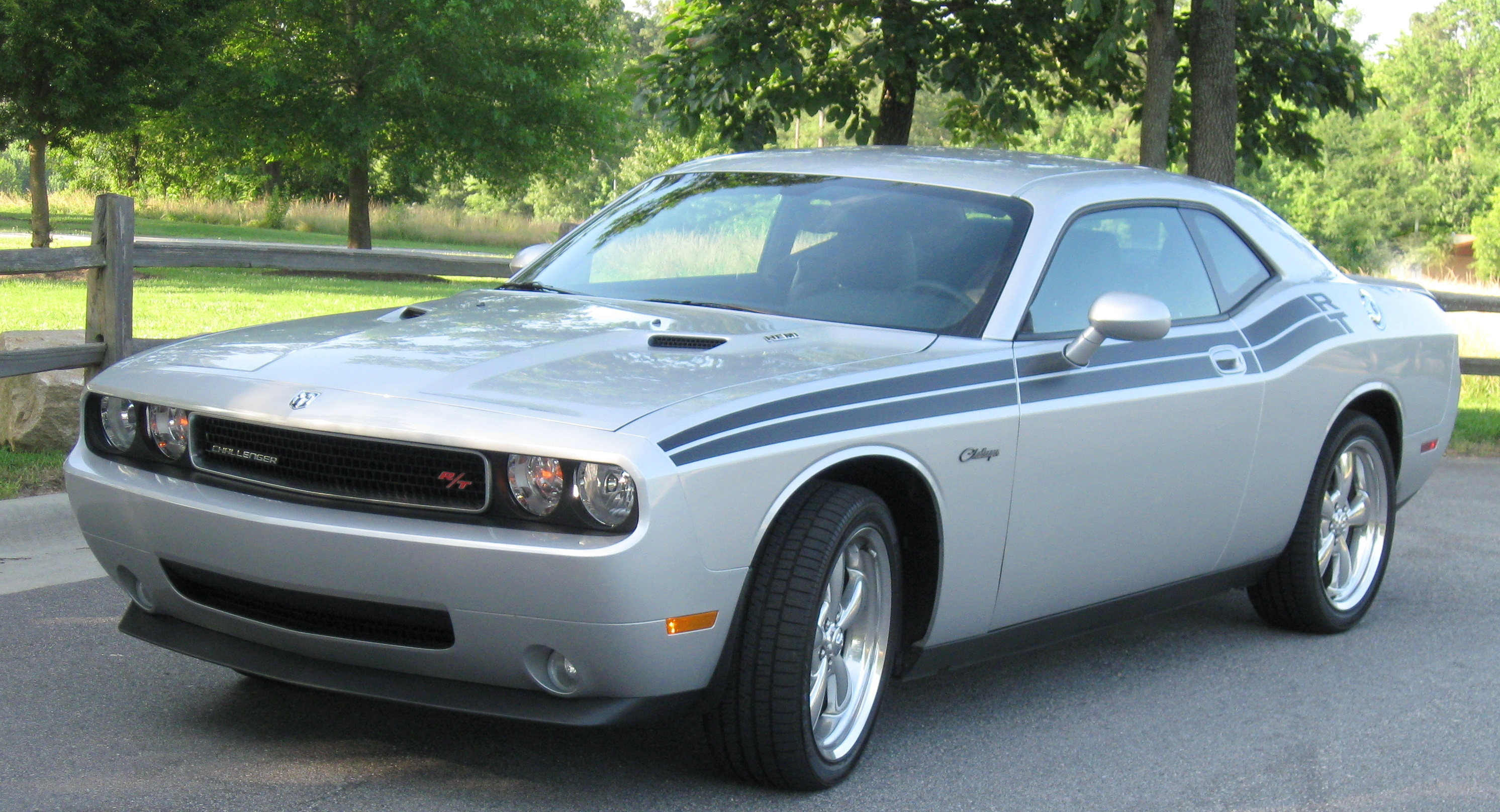
Dodge Challenger R/T Classic de 2010.

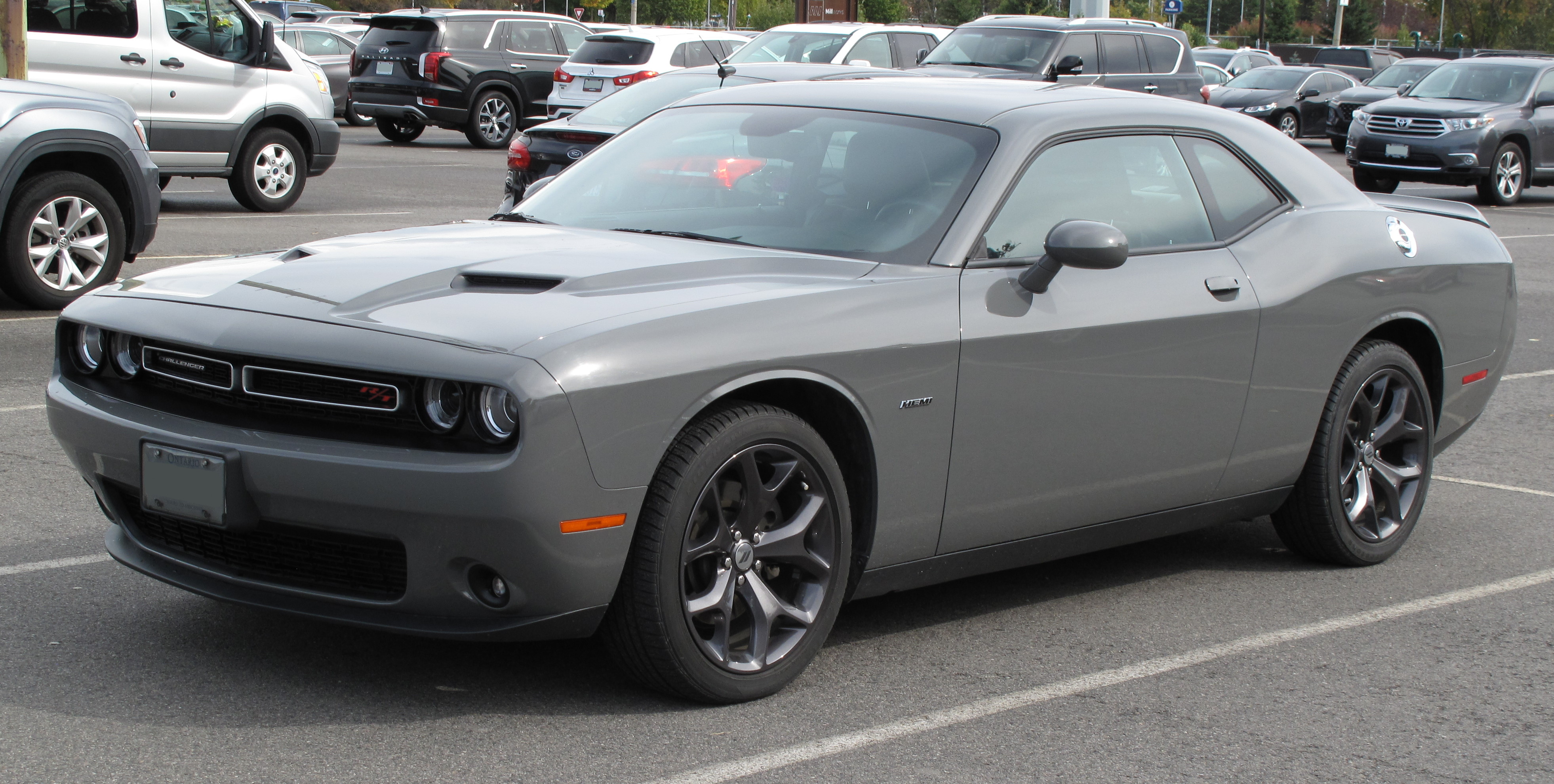
Dodge Challenger R/T Phase 2, de 2018.

La Challenger R/T (pour Road/Track) est propulsée par un V8 Hemi de 5,7 L accouplé à une transmission automatique à 5 vitesses ou une transmission manuelle à 6 vitesses Tremec TR-6060. Sur les voitures équipées de la transmission automatique, le moteur est équipé du système à cylindrées multiples et est évalué à 377 ch (277 kW) et 540 N m de couple. La finition optionnelle «Track Pak» était également disponible sur la R/T, qui comprend la transmission manuelle Tremec, et un différentiel à glissement limité.
Une version Classic est proposée en 2009. Cette Challenger R/T Classic a des éléments de design néo-rétro tels que des insignes "Challenger" sur les panneaux avant et des rayures "R/T" noires ou blanches. Elle est disponible avec une transmission automatique à cinq vitesses, avec en option une transmission manuelle à six vitesses et un levier de vitesses à poignée pistolet. Elle est disponible en Brilliant Black Crystal Pearl, Bright Silver Metallic, Stone White et en plusieurs couleurs "héritage": Toxic Orange, HEMI-Orange, TorRed, B5 Blue, Plum Crazy Purple, Detonator Yellow et Furious Fuchsia. La production a commencé en février 2009.
Une version R/T Mopar '10 est une autre version limitée de la Challenger R/T proposée en 2010, avec une couleur de carrosserie noir nacré métallisé, et trois couleurs (bleu, rouge, argent) de rayures au choix. De plus, ces voitures étaient disponibles avec des roues noires de style R/T Classic avec un levier de vitesses à poignée pistolet Hurst, un badge personnalisé, et une prise d'air spécifique. Dodge a commercialisé cette finition en hommage aux voitures Panther Pink d'origine d'il y a 40 ans.
En 2011, la R/T reçoit des mises à jour, notamment une nouvelle découpe de calandre inférieure.

### T/A
Deux versions T/A sont proposées à la vente en 2017, équipées soit du V8 de 5,7 litres, soit du V8 de 6,4 litres (T/A 392). Les modèles T/A comprennent un capot peint en noir avec une prise d'air centrale, le toit et le coffre peints en noir, et des graphiques latéraux spécifiques.
Les modèles équipés du V8 de 5,7 litres disposent désormais d'un échappement actif à faible restriction et à commande électronique pour une note d'échappement plus agressive.

### SRT-8

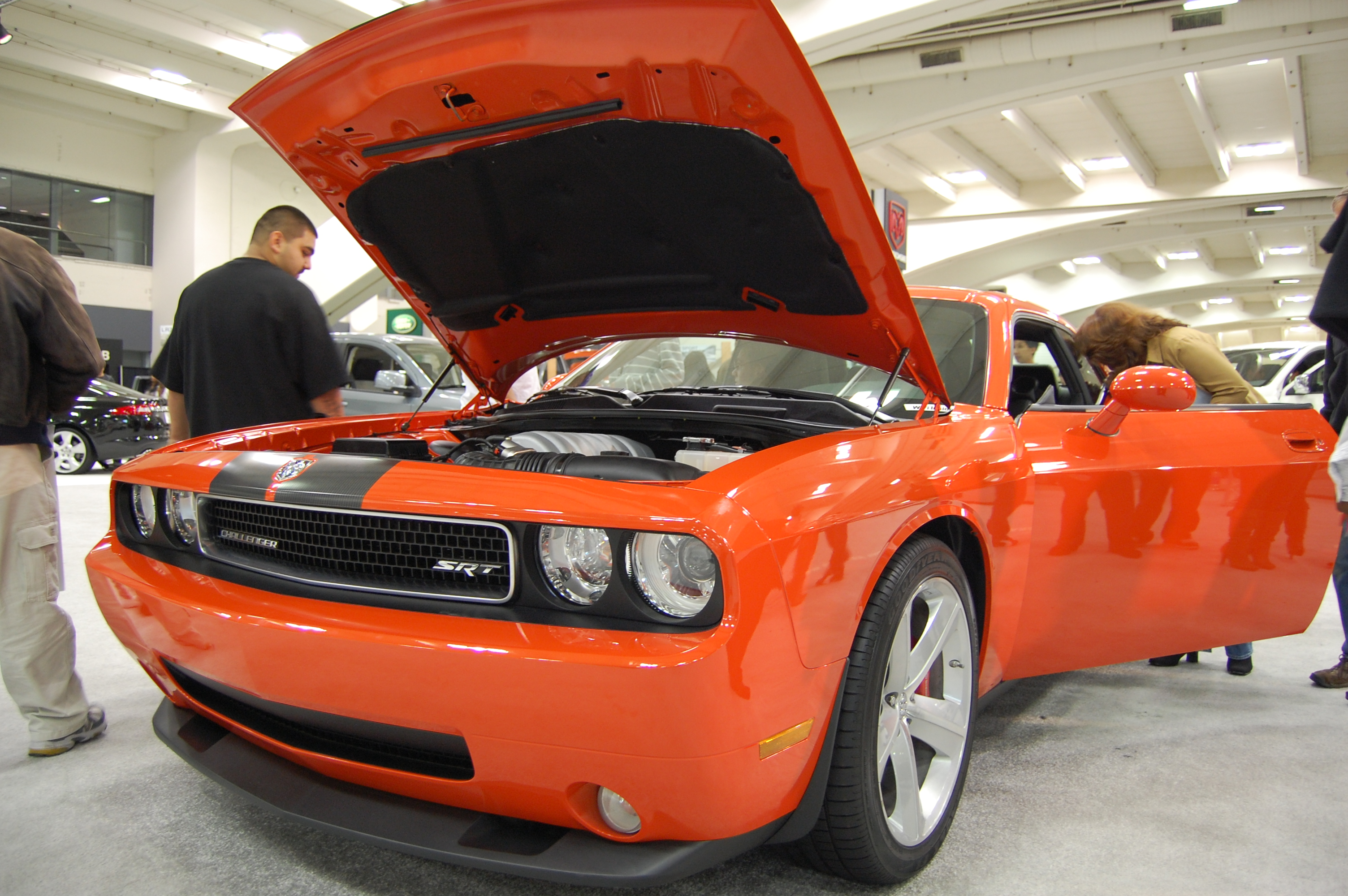
Dodge Challenger SRT de 2009.

La première et unique version de la Challenger proposée en 2008 était la SRT-8. La production de cette première année s'est terminée en juillet 2008 et la gamme fut élargie au début du mois d'août 2009. La SRT-8 est équipée du moteur V8 Hemi de 6,1 L et d’une transmission automatique AutoStick à cinq vitesses. Pour cette première année, la production de la Challenger a été volontairement limitée par la marque, créant ainsi les versions « First Edition » uniquement en trois couleurs (noir, gris et le orange Hemi).
La SRT8 de 2009 ajoute au catalogue une boîte manuelle à 6 vitesses. Les équipements de série de cette version incluent les freins Brembo, une suspension sport, des phares bi-xénon, des sièges en cuir sport chauffants et des roues de 20 pouces en aluminium forgé en plus de la plupart des équipements offerts sur les modèles R/T et SE tels que la climatisation et le régulateur de vitesse. Le modèle de 2009 a un différentiel à glissement limité qui n'était pas disponible sur le modèle de 2008.
En 2015, la version SRT-8 est supprimée du catalogue et remplacée par la SRT 392 et la SRT Hellcat.

### SRT 392

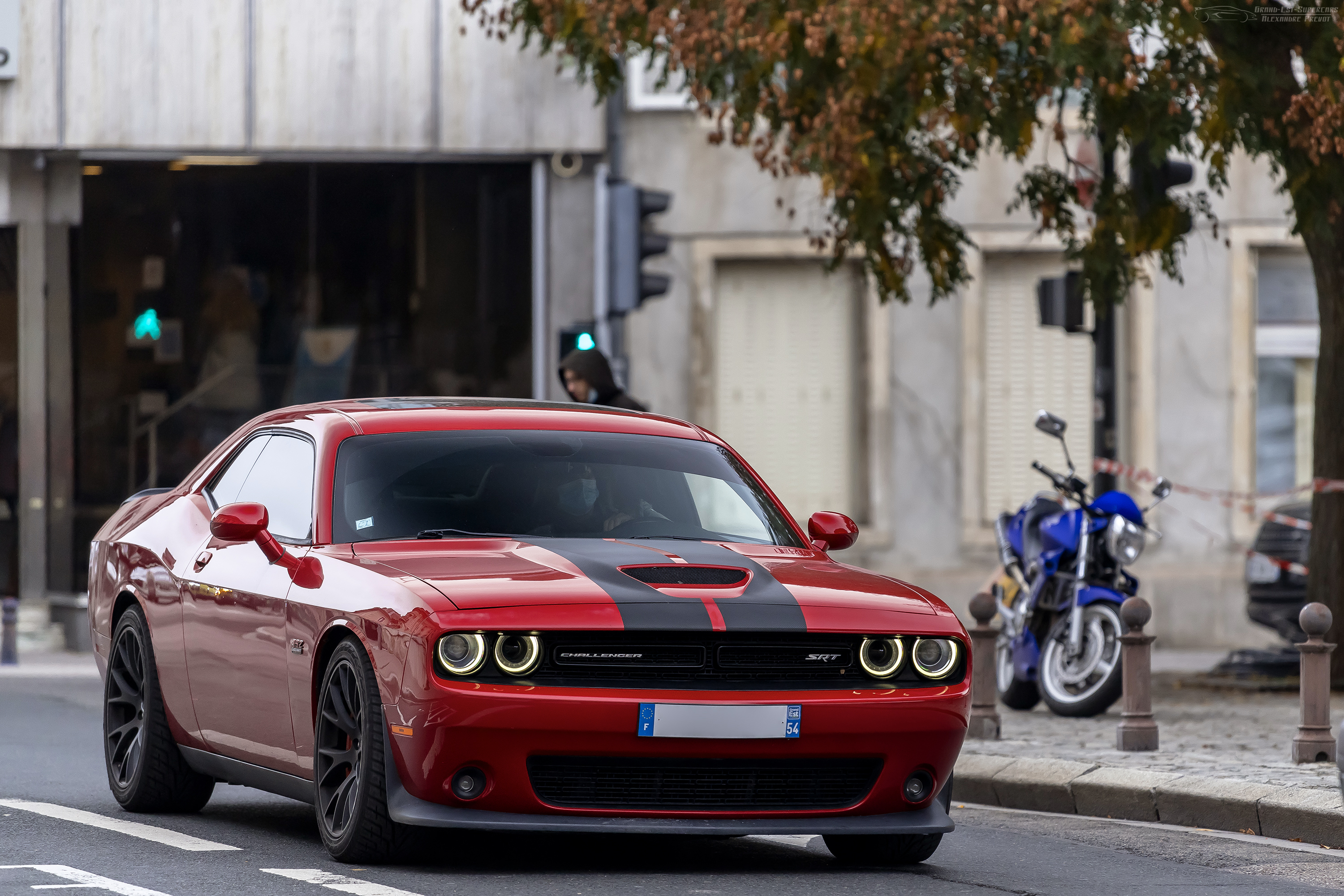
Dodge Challenger SRT 392.

En 2011, une nouvelle version de la SRT reçoit un nouveau V8 Hemi de 6,4 litres. Désignée SRT 392 (bien que sa taille réelle soit de 391 pouces cubes, soit 6 407 cm3), ce nouveau moteur produit 350 kW (477 ch) et 637 N m de couple. Les ingénieurs de Dodge ont déclaré avoir sacrifié les cotes de puissance de pointe pour un couple à bas régime, permettant une augmentation de 122 N m par rapport au moteur V8 Hemi 6,1 L. Deux transmissions étaient proposées: une boîte automatique à 5 vitesses et une manuelle à 6 vitesses. Avec ce nouveau moteur de 6,4 litres, Chrysler annonce un quart de mile (402 m) en 12,4 secondes à 177 km/h - surpassant le Hemi de 6,1 litres de 0,8 seconde. Car and Driver a testé le moteur 392 en 12,9 secondes à 183 km/h tandis que Motor Trend l'a testée en 13,0 secondes à 179,1 km/h et le nombre d'Edmunds était beaucoup plus proche des chiffres revendiqués par Chrysler en 12,6 secondes à 180,4 km/h.
Le modèle SRT8 392 bénéficie d'un système de suspension adaptative à deux modes qui comprend un mode Auto et Sport. La voiture utilise une variété de capteurs pour mesurer les métriques comme la vitesse du véhicule, l'angle de braquage, la puissance de freinage, la position de l'accélérateur et les forces d'accélération pour instantanément régler la suspension pour la condition donnée en fonction du mode choisi.
En 2014, la SRT8 et la SRT 392 s'équipent d'un système de Launch Control. En 2015, la puissance du V8 de 6,4 litres a été augmentée de 15 ch (11 kW) pour un total de 492 ch (362 kW) et de 644 N m de couple. La SRT 392 s'équipe par ailleurs de freins avant Brembo à six pistons avec disques ventilés et rainurés de 391 mm, et de freins arrière Brembo à 4 pistons.

## Editions ultra-performantes et limitées
Ces différentes versions étaient disponibles en édition Widebody, avec ailes élargies.

### SRT Hellcat

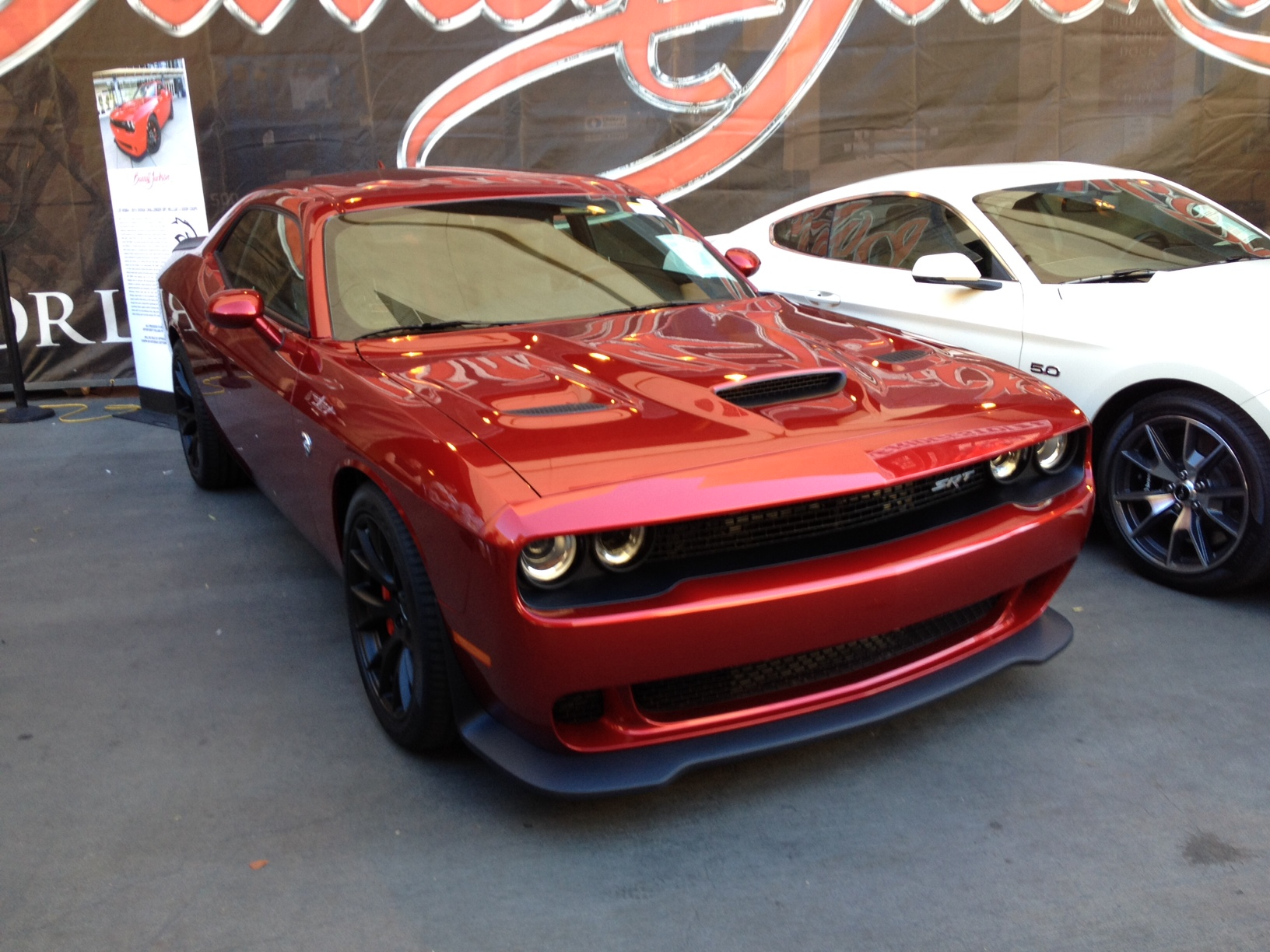
Dodge Challenger Hellcat en 2015.

La version SRT Hellcat est introduite en 2015. Cette version de la Dodge Challenger est équipée d'un nouveau moteur HEMI de 6,2 litres suralimenté affiche une puissance de 717 ch (527 kW) et un couple de 881 N m. Ce moteur est également disponible dans la Charger SRT Hellcat ou sur le SUV Grand Cherokee Trackhawk. Le phare intérieur situé à l'avant gauche a été retiré pour permettre à l'air de pénétrer dans le moteur, ce qui génère plus de couple. Les passages de roue diffèrent de ceux du SRT standard pour accueillir les roues en aluminium de 20 pouces. Le SRT Hellcat est équipé de deux porte-clés distincts ; l'utilisation de la clé noire limite la puissance du moteur à 507 ch (373 kW), tandis que la clé rouge permet une capacité de sortie maximale. La Hellcat a un temps au quart de mile (402 m) de 10,85 secondes. La Hellcat était capable d’atteindre en 11,2 secondes 201 km/h avec les pneus de série.
La Challenger SRT Hellcat peut accélérer de 0 à 97 km/h en 3,6 secondes et freiner de 97 km/h à 0 en 33 m. La vitesse maximale est de 320 km/h. La Challenger Hellcat a une accélération latérale de 0,94g.
La Hellcat aux normes européennes est capable de fonctionner de 0 à 100 km/h en 3,9 secondes, de 0 à 200 km/h en 10,7 secondes, et de 0 à 300 km/h en 38 secondes. La vitesse maximale est de 320 km/h. La Challenger Hellcat a une accélération latérale de 0,94 g.
La Challenger Hellcat a pu boucler le tour du Gingerman Raceway en 1 min 45 s 8, le Hockenheim Short en 1 min 14 s 6 et le Motown Mile en 56 s 37. Elle a également terminée le circuit figure en 8 de Motor Trend en 24,7 secondes.
Le Challenger Hellcat présente un rapport poids/puissance de 2,81 kg par cheval.
Le moteur 6,2 L Hemi à compresseur du modèle Hellcat a une autonomie d'environ treize minutes à puissance maximale ; effectivement en brûlant 5,7 litres d'essence par minute le réservoir de 70 litres serait théoriquement vidé en 13 minutes. Tandis que dans le test de consommation normalisé, une valeur de 10,2 litres sur 100 km serait réalisable avec la transmission automatique.
Une légère augmentation de la puissance est proposée pour 2019, à 727 ch (535 kW) et un couple de 889 N m. 

### SRT Hellcat Redeye

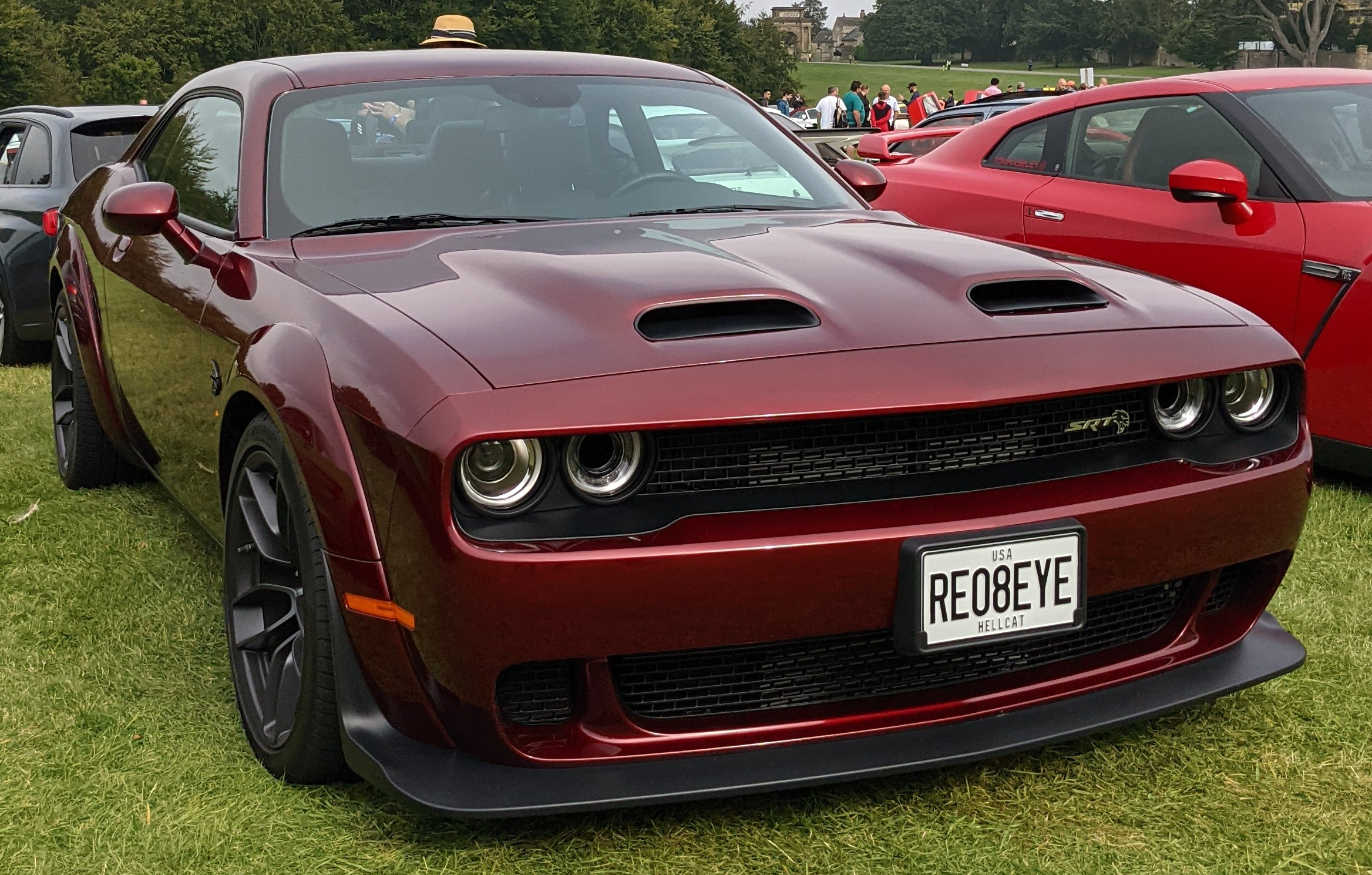
Dodge Challenger Hellcat Redeye de 2019.

Après l'arrêt de la Demon, la Redeye a été développée. Essentiellement une Hellcat fortement améliorée, la Redeye est équipée d'un moteur Demon légèrement moins puissant (en raison d'un système d'admission de capot plus petit): un V8 de 6,2 L suralimenté évalué à 594 kW (808 ch) et 959 N m de couple, soit une augmentation de 91 ch (67 kW) et de 15 N m par rapport au moteur Hellcat standard. La transmission automatique à 8 vitesses ZF est renforcée, et la suspension est réglée pour la piste.

### SRT Super Stock
Pour 2020, Dodge introduit une finition SRT Super Stock s'intercalant entre la Hellcat Redeye et la Demon. Le moteur est le même que la Redeye, mais est légèrement plus puissant, à 818 ch (602 kW). Le rupteur est par ailleurs augmenté de 6 300 à 6 400 tr/min. De plus, la Super Stock est équipée de roues plus légères de 18 pouces avec les mêmes radiaux de traînée que la Demon, ainsi qu'un réglage de suspension optimisé pour les amortisseurs adaptatifs Bilstein en mode piste. Cependant, la Super Stock utilise des étriers de frein Brembo à quatre pistons au lieu des étriers Brembo à six pistons de la Redeye.

### SRT Demon

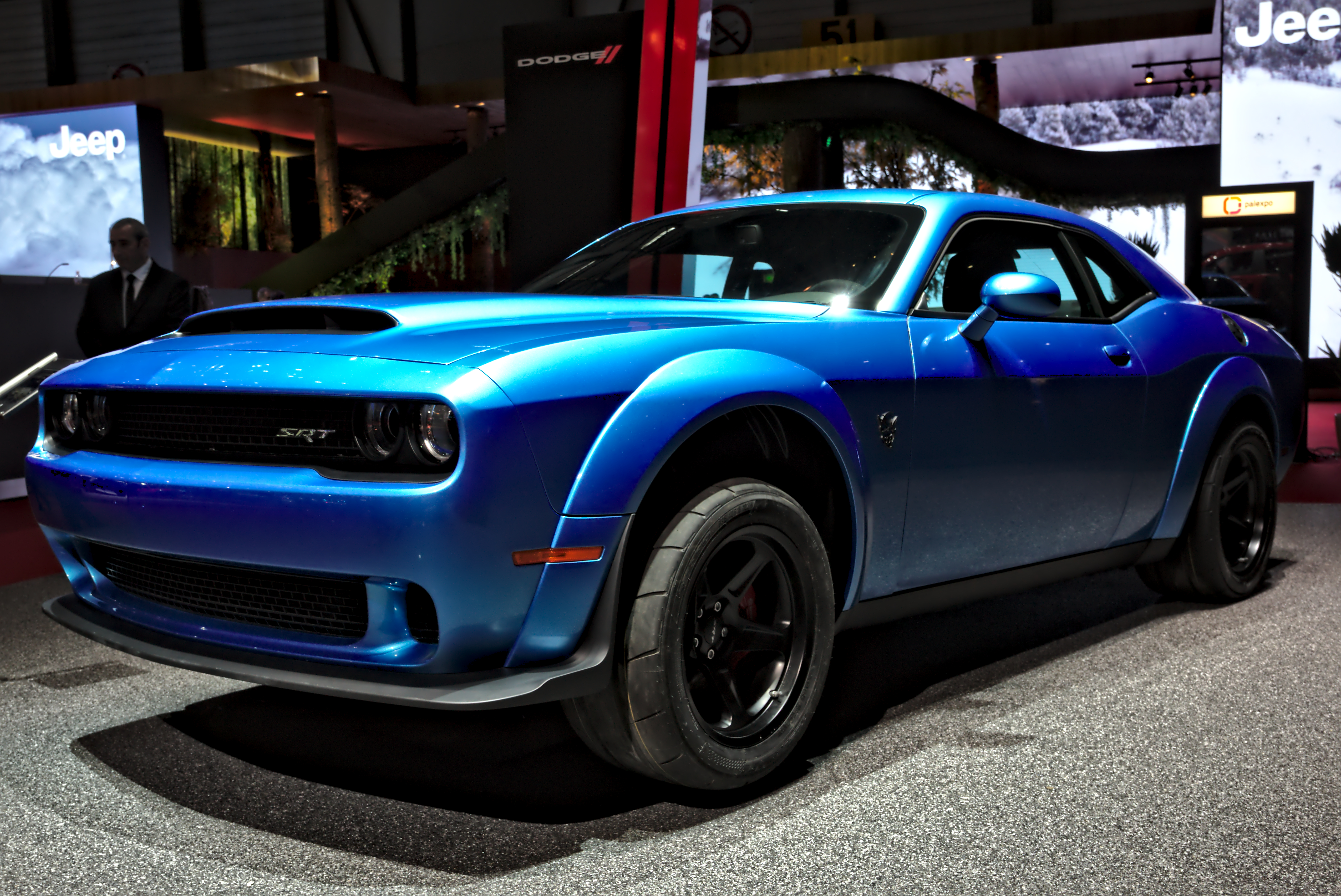
Dodge Challenger Demon au salon de Genève 2018.

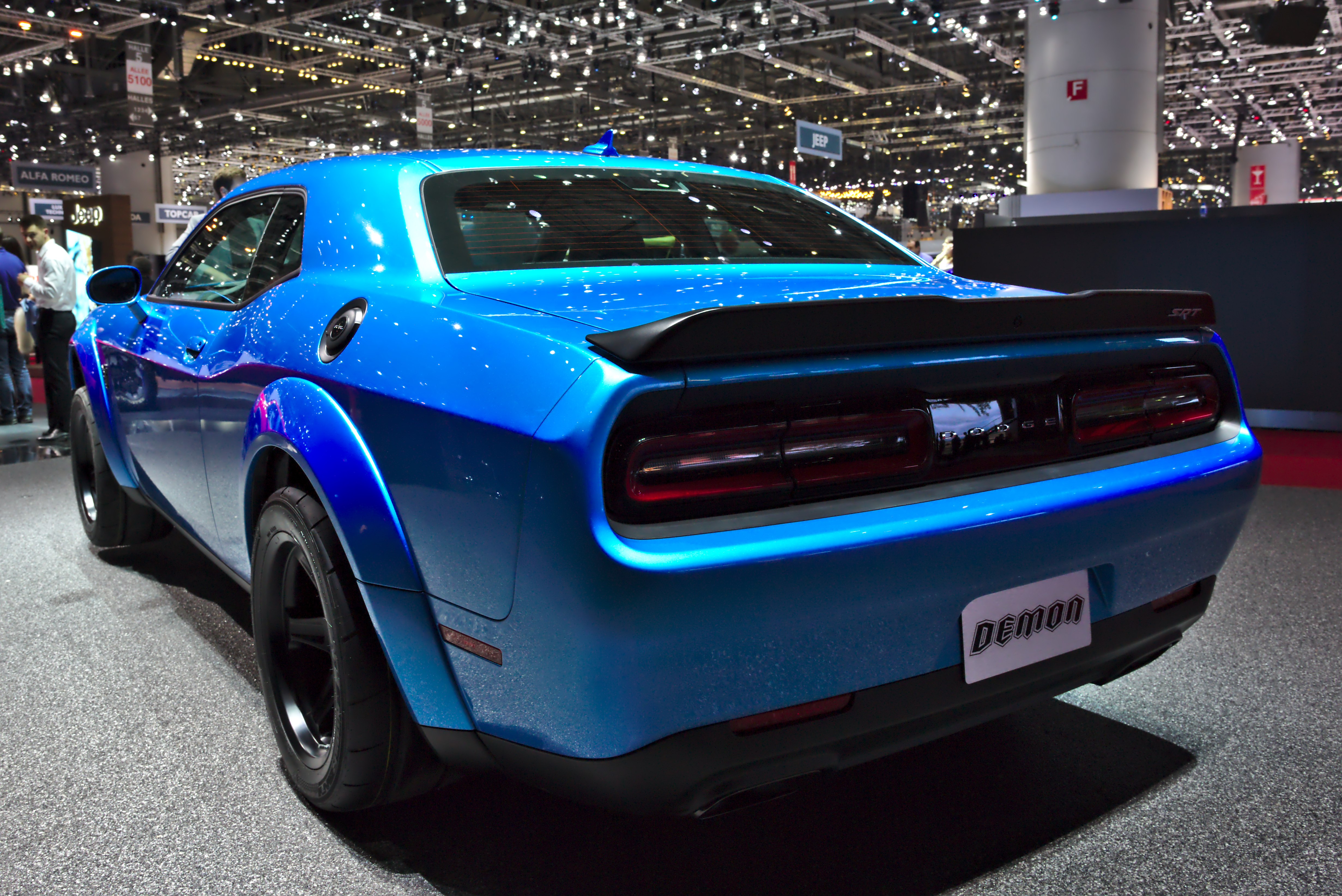
Vue arrière.

Le SRT Demon est la version plus puissante de la Challenger. Elle fut présentée au salon de l'auto de New York en avril 2017.
La Demon utilise un tout nouveau moteur V8 de 6,2 litres équipé d'un compresseur de 2,7 litres, développant 819 ch (603 kW) avec essence à 91 % d'octane et 852 ch (626 kW) avec un carburant de 100 % d'octane ou supérieur. Le couple s'élève à 1 044 N m avec un carburant à 100 % d'octane. La voiture pèse 98 kg de moins que la Hellcat, le total étant de 1 930 kg. La voiture utilisera un ensemble de pneus route Nitto Tire, appelé NT05R. Les pneus sont les variations 315/40R18 à l'avant et à l'arrière. Les pneus sont destinés au dragrace, mais ont une empreinte suffisante pour être légaux sur la route. Ce pneu est une variante spécialement conçue pour résister à la puissance de la Demon. La SRT Demon contient un système spécialement utilisé pour les courses de dragsters, appelé «Transbrake», qui met la transmission en 1ère vitesse et en marche arrière simultanément, en maintenant la Demon à l'arrêt. Le Transbrake est utilisé avec le convertisseur de couple de la voiture pour créer une pression hydraulique avant le lancement.
Elle atteint 48 km/h en 1,0 seconde, 97 km/h en 2,3 secondes (2,0 avec un déploiement), 161 km/h en 5,1 secondes, une vitesse maximale de 270 km/h et un quart de mile (402 m) en seulement 9,65 secondes à 225,45 km/h. Cela fait de la Demon la voiture de production la plus rapide à atteindre 100 km/h et à compléter un quart de mile en ligne droite au moment de son annonce. La SRT Demon est également capable d’accélérer avec une force de 1,8 g au lancement, ce qui en fait la voiture de production infligeant la poussée la plus forte au pilote à ce jour. La pression de suralimentation du compresseur peut être augmentée à 1 bar et jusqu'à 6 500 tr/min. Grâce à cette puissance extrême et à ses fortes accélérations, la SRT Demon est la première voiture de série à réaliser un wheelie.
En raison de l'absence d'une cage de sécurité certifiée par la NHRA, nécessaire si le quart de mille (402 m) est inférieur à 10 secondes, la NHRA a interdit le véhicule à la course.
Comme la Hellcat SRT, elle est livrée avec des porte-clés rouges et noirs, le porte-clés noir limitant la puissance à 507 ch (373 kW). Avec la clé rouge et l'utilisation de l'essence à plus de 100 octanes, le Demon peut atteindre son plein potentiel. Seules 3 300 SRT Demon sont produites, la production débutant à l'été 2017 et commercialisée à l'automne 2017, et son prix de vente devrait être inférieur à 100 000 USD,.
L'intérieur de la SRT Demon est identique à celui de toutes les autres versions Challenger, mais avec des modifications qui le différencient des autres versions. La Demon comprend uniquement un siège conducteur à l'avant de série et aucun autre siège à l'avant ou à l'arrière du véhicule. Toutefois, le siège du passager avant, ainsi que la banquette arrière, peuvent être ajoutés en option pour un dollar chacun. Pour remplacer les sièges arrière, Dodge a inclus des arceaux de sécurité arrière et un harnais à 4 points est installé pour le siège du conducteur. Le logo du tableau de bord et les sièges portent désormais le logo Demon,.
La liste ci-dessous indique en détail comment les ingénieurs Dodge ont réduit le poids à vide de la SRT Challenger Demon à 1 930 kg par rapport au poids à vide du SRT Hellcat de 2 027 kg, soit une différence de 98 kg,.
- Suppression de la ceinture de sécurité du siège du passager avant et de la ceinture de sécurité du passager (diminution de 26 kg) ; sièges disponibles à 1 dollar
- Suppression de la banquette arrière, des ceintures de sécurité et des tapis de sol avant et arrière (diminution de 25 kg)
- Suppression des 16 haut-parleurs audio Harman Kardon, de l'enceinte d'extrêmes graves, de l'amplificateur et de tout le câblage électrique (diminution de 11 kg)
- Enlèvement de la garniture du couvercle du coffre arrière, de la moquette du coffre et du revêtement du pneu de secours (diminution de 9 kg)
- Barres stabilisatrices plus petites avant et arrière utilisées (diminution de 9 kg)
- Élimination du mastic, des agents amortisseurs, des isolants et de la mousse (diminution de 8 kg)
- Étriers de frein avant et arrière tout en aluminium légers à quatre pistons et rotors de frein avant et arrière en deux pièces de 360 mm (diminution de 7 kg)
- Jantes alliage avant et arrière en aluminium léger et écrous de roue avant et arrière ouverts (diminution de 7 kg)
- Colonne de direction inclinable et télescopique à commande électrique remplacée par une colonne de direction inclinable et télescopique à la main (diminution de 7 kg)
- Suppression des capteurs de stationnement ParkSense avant et arrière et du module de capteur de stationnement ParkSense avant et arrière (diminution de 1 kg).

#### Spécificités
Les caractéristiques de la Challenger SRT Demon sont les suivantes:
- Moteur V8 HEMI suralimenté de 6,2 litres, comprend un compresseur de 2,7 litres (626 kW; 852 ch) et 1 044 N m utilisant du carburant de course d'octane 100 ou plus, ou 603 kW (820 ch) et 972 N m utilisant du carburant de qualité supérieure d'octanes 91
- Boîte de vitesses semi-automatique ZF 8HP à 8 vitesses de série, avec palettes de changement de vitesse au volant
- Fonctionne avec du carburant premium d'octane 91 ou du carburant de course d'octane 100, dispose d'un mode de carburant qui permet l'octane 100 (une première pour une voiture de série homologuée pour la rue)
- 1,8 g d'accélération longitudinale au lancement
- Poids total à vide de 1 930 kg (98 kg de moins que la SRT Hellcat)
- Climatisation
- Système audio à écran tactile Uconnect de 21 cm (avec pages de performances SRT)
- Élargisseurs d'ailes avant et arrière (ajoute 9 cm à la largeur globale de la voiture)
- Volant gainé d'Alcantara (avec palettes de changement de vitesse montées dessus)
- Emblèmes Demon cousus ou en relief sur les dossiers des sièges avant
- Compteur de vitesse à 322 km/h (avec groupe d'instrumentations TFT reconfigurable sur le thème Demon)
- Système de freinage installé d'usine (une première pour une voiture de série homologuée pour la rue)
- Pneus radiaux de 18 pouces homologués pour la circulation sur route et sur piste (une première pour une voiture de série homologuée pour la rue)
- SRT "Power Chiller" installé d'usine (système qui utilise la climatisation du véhicule pour pré-refroidir le refroidisseur intermédiaire avant la course et ainsi comprimer davantage l'air du compresseur)
- Système de suspension "Drag Mode" (une première pour une voiture de série homologuée pour la rue)
- Suppression du siège passager avant et de la banquette arrière avec arceau arrière (ces articles peuvent être rajoutés pour un dollar chacun)[43]
- Système "Torque Reserve on Demand" (une première pour une voiture de série homologuée pour la rue)
- Écope de capot fonctionnel (la plus grande écope de capot de toute voiture de production)
- Système audio à 2 haut-parleurs (le système audio Harman Kardon est en option)

#### La "Demon Crate"
Chaque acheteur Demon reçoit une Demon Crate avec sa commande, qui contient les articles suivants:
- Powertrain Control Module (PCM) à connexion directe
- Filtre à air à faible restriction
- Interrupteur de carburant de course à indice d'octane élevé
- Badge de tableau de bord en fibre de carbone personnalisé et sérialisé
- Plaque de suppression du rétroviseur extérieur côté passager
- Cric hydraulique léger (avec logo Demon)
- Clé dynamométrique avec douilles associées (avec logo Demon)
- Jauge de pression des pneus (avec logo Demon)
- Clé à chocs; sans fil et rechargeable (avec logo Demon et chargeur)
- Housse d'aile (avec logo Demon)
- Sac à outils (avec logo Demon)
- "Demon Track Pack System"[44]
- Badge personnalisé et sérialisé (avec logo Demon)

#### Arrêt
La dernière SRT Demon est sortie de la chaîne de montage à Brampton, Ontario, Canada le 31 mai 2018. Elle a été vendue lors d'une vente aux enchères Barrett-Jackson en juin 2018 aux côtés de la dernière Dodge Viper.

### SRT Demon 170
A l'occasion de la fin de la production des Dodge Challenger et du V8 Hemi, Dodge avait annoncé la production de 7 séries limitées pour honorer le modèle, un événement nommé "Last Call". La dernière des sept éditions limitées présentée est la Challenger SRT Demon 170.
Elle est équipée du bloc de 6,2L, mais entièrement revu : les durites et les injections de carburant permettent de délivrer jusqu'à 624 litres de carburant par heure, tandis que la cartographie est modifiée et analyse le pourcentage d'éthanol dans le carburant pour délivrer toute la puissance. Le compresseur des versions Hellcat est également modifié : d'une cylindrée de 3.0L, il délivre 40% de pression supplémentaire par rapport aux versions Hellcat (21,3 psi),.
Lorsqu'elle consomme de l'essence composée à plus de 65% d'éthanol, la SRT Demon 170 développe 1 025 chevaux et 1 281 Nm de couple, lui permettant d'effectuer le 0 à 100 km/h en 1,66s avec une force de 2,004G, et le 400m en 8,9 secondes. La puissance tombe à 913 chevaux avec un pourcentage d'éthanol moindre.
Le prix annoncé est de 96 666$ hors options, et la série limitée à 3 300 exemplaires.

## Finitions limitées

### Scat Pack 1320
Équipée du moteur Hemi 6,4 L de Chrysler développant une puissance de 492 ch (362 kW) et 644 N m, la Scat Pack 1320 ajoute des roues de 20 pouces Low Gloss Black, une suspension amortissante adaptative, l'entrée d'air dans le phare, et la suppression des sièges passager avant et arrière.

### Dodge Challenger 100th Anniversary Edition
La 100th Anniversary Edition est une version de la Dodge Challenger SXT Plus de 2014 avec moteur V6 Pentastar ou de la R/T Plus avec moteur V8 HEMI, commémorant le 100e anniversaire des frères Horace Elgin Dodge et John Francis Dodge présentant la Dodge Model 30, avec 8 couleurs de carrosserie au choix (Pitch Black, Bright White, Billet Silver, Granite Crystal, Ivory Tri-Coat, Phantom Black Tri-Coat, Header Orange et une exclusiveHigh Octane Red pearl), roues de 20 × 8 pouces en aluminium poli à cinq rayons avec poches Granite Crystal, insignes de garde-boue avant «Dodge Est. 1914», logo Dodge "100" sur les capuchons centraux, un becquet arrière couleur carrosserie, un insigne de calandre «R/T» héritage rouge sur le modèle R/T Plus, sièges sport avec revêtement en cuir Molten Red ou Foundry Black Nappa entièrement nouveau, une surimpression personnalisée sur les sièges sport, accoudoir de la console centrale et accoudoirs de porte; un volant à trois branches de performance unique à fond plat avec palettes de changement de vitesse moulées sous pression, coutures couleur laiton contrastantes sur les surfaces gainées de cuir, lunettes de console centrale Dark Brushed Graphite, accents de volant Liquid Graphite, badges circulaires "Dodge Est. 1914" moulés sous pression sur les dossiers des sièges avant, un logo anniversaire brodé sur les tapis de sol, tout nouveau graphisme du tableau de bord (cadrans uniques à face noire avec indication blanche, indication "100" mph rouge) (160 km/h), Electronic Vehicle Information Center et radio à écran tactile Uconnect avec image de démarrage unique, calibrage du mode sport, suspension adaptée aux performances, deux porte-clés uniques orné du logo 100th Anniversary Edition à l'arrière, un kit personnalisé pour le propriétaire et un livre commémoratif spécial célébrant les 100 ans du patrimoine Dodge.
La 100th Anniversary Edition est dévoilée au salon de l'automobile de Los Angeles 2013. La voiture devait apparaître dans les salles d'exposition Dodge au cours du premier trimestre de 2014,. Le modèle canadien devait apparaître dans les salles d'exposition Dodge au cours du premier trimestre de 2014.

### 50th Anniversary Edition

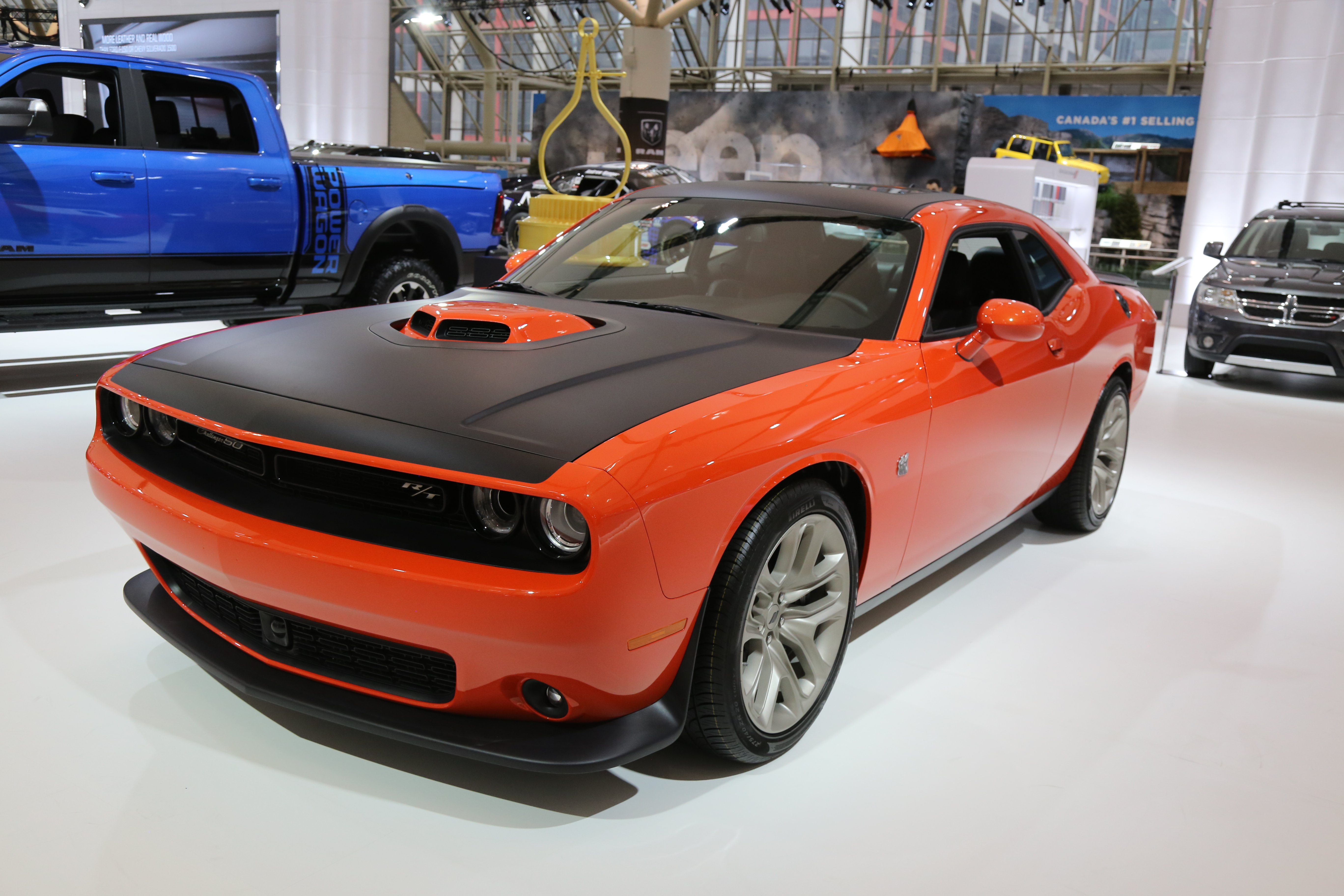
Dodge Challenger 50th Anniversary Edition, couleur Go Mango.

A l'occasion des 50 ans du modèle Challenger, un pack 50e anniversaire a été annoncé en 2020 pour les modèles GT, R/T Shaker, R/T Scat Pack et R/T Scat Pack Shaker Widebody, ainsi que pour les SRT Hellcat et SRT Hellcat Redeye. L'ensemble comprend une écope de capot Shaker (une entrée d'air directement liée au moteur), des étriers de frein couleur bronze sur certains modèles, des roues de couleur Gold Rush et un badge spécial. L'intérieur comprend une sellerie en cuir Nappa et en Alcantara avec coutures sépia, une plaque de numéro de série et une garniture en fibre de carbone à l'intérieur. Chaque modèle était limité à 70 unités ; les couleurs incluent Frostbite, Hellraisin, Sinamon Stick, TorRed, F8 Green, Go Mango et la teinte Gold Rush exclusive.

### Challenger Convertible
Une variante cabriolet de la Dodge Challenger, nommée Challenger Convertible, est présentée en août 2022. Assemblée à Brampton au Canada, la Challenger est modifiée dans les ateliers de Drop Top Customs en Floride pour devenir un cabriolet. Ces modifications sont garanties 3 ans ou 58 000 km.
Elle est disponible avec trois versions différentes:
- R/T
- R/T Scat Pack
- SRT Hellcat

### Variantes tierces en production limitée
En plus des concept cars officiels de Dodge, il y a eu de nombreuses variantes en production limitée et légales pour la rue créées par des tiers, basées sur des voitures de série qui ont été reconstruites avec des groupes motopropulseurs, des suspensions et des intérieurs modifiés. Ceux-ci incluent la SMS 570 et la 570X (suralimenté) avec jusqu'à 710 ch (522 kW), les Challenger de M. Norm avec une puissance revendiquée de 646 ou 912 ch (475 ou 671 kW), la SpeedFactory SF600R suralimentée avec environ 608 ch (447 kW), la Richard Petty Signature Series suralimentée avec une prétendue 618 ch (455 kW) et la Challenger Convertible Legacy by Petty entièrement personnalisée par Petty's Garage pour inclure une partie avant unique et des traitements de style NASCAR. Chaque année, une poignée (douze ou moins) de cabriolets Challenger sont créés par diverses sociétés de conversion. Les voitures coûtent près de 100 000 $.

## Motorisations
| Motorisation                    | V6 3.5 L        | V6 Pentastar             | V8 Hemi 5.7 L                        | V8 Hemi 6,1 L   | V8 Hemi 6,2 L                          | V8 Hemi 6,4 L                        |
| ------------------------------- | --------------- | ------------------------ | ------------------------------------ | --------------- | -------------------------------------- | ------------------------------------ |
| Production                      | 2009 - 2011     | 2011 - 2024              | 2009 - 2024                          | 2008 - 2011     | 2015 - 2024                            | 2011 - 2024                          |
| Cylindrée                       | 3 518 cm3       | 3 604 cm3                | 5 654 cm3                            | 6 059 cm3       | 6 166 cm3                              | 6 424 cm3                            |
| Nombre de soupapes par cylindre | 4               | 4                        | 2                                    | 2               | 2                                      | 2                                    |
| Puissance                       | 253 ch (186 kW) | 305 ch (224 kW) 245 km/h | De 370 ch (272 kW) à 385 ch (283 kW) | 431 ch (317 kW) | De 707 ch (520 kW) à 1 025 ch (754 kW) | De 477 ch (351 kW) à 485 ch (357 kW) |

### Avant 2011
- Moteur 3,5 V6 de 253 ch (186 kW) 230 km/h
- Moteur 5,7 V8 Hemi avec MDS de 370 ch (272 kW) 250 km/h
- Moteur 6,1 V8 Hemi de 431 ch (317 kW) (SRT8) 275 km/h

Le système MDS permet la désactivation de quatre cylindres et économise ±18 % de carburant quand il s'active à vitesse constante.

### Après 2011
- Moteur 3,6 V6 de 309 ch (227 kW) 260 km/h
- Moteur 5,7 V8 Hemi avec MDS de 375 ch (276 kW) 255 km/h
- Moteur 6,4 V8 Hemi avec MDS de 477 ch (351 kW) (SRT8) 285 km/h

### Après 2014
- Moteur 3,6 V6 de 305 ch (224 kW) 245 km/h
- Moteur 5,7 V8 Hemi avec MDS de 385 ch (283 kW) (R/T) 257 km/h
- Moteur 6,4 V8 Hemi avec MDS de 485 ch (357 kW) (SRT) 287 km/h
- Moteur 6,2 V8 Hemi à compresseur 707-825 ch (520-607 kW) (Hellcat) 325 km/h

### Après 2016
- Moteur 3,6 V6 de 305 ch (224 kW) (SXT) 245 km/h
- Moteur 3,6 V6 (4 roues motrices) de 305 ch (224 kW) (GT) 209 km/h
- Moteur 5,7 V8 Hemi avec MDS de 385 ch (283 kW) (R/T et T/A) 257 km/h
- Moteur 6,4 V8 Hemi avec MDS de 485 ch (357 kW) (SRT, Scat Pack et T/A) 295 km/h
- Moteur 6,2 V8 Hemi à compresseur 707-825 ch (520-607 kW) (Hellcat) 325 km/h
- Moteur 6,2 V8 Hemi à compresseur 808-840 ch (594-618 kW) (Demon) 325 km/h
- Moteur 6,2 V8 Hemi à compresseur 913-1 025 ch (671-754 kW) (Demon 170)

### Performances
402 mètres (1/4 de mile) départ arrêté en secondes et vitesse de passage :
- V6 3,5 L SE modèle 2011: 14,9 s et 151,3 km/h
- V8 5,7 L Hemi avec MDS RT modèle 2011 : 13,5 s et 170,4 km/h
- V8 6,1 L SRT Hemi modèle 2008 : 13,3 s et 173,8 km/h
- V8 6,4 L SRT Hemi avec MDS modèle 2012 : 12,9 s et 181,9 km/h
- V8 6,4 L SRT, Scat Pack et T/A Hemi avec MDS modèle 2015 : 12,2 s et 189,6 km/h
- V8 6,2 L Hemi à compresseur Hellcat modèle 2015 : 11,33 s et 208,96 km/h
- V8 6,2 L Hemi à compresseur Demon modèle 2018 : 9.65 s et 225,31 km/h

Les performances de la Challenger Demon sont en mode DRAG avec les petites roues avant et seulement le siège conducteur.
- V8 6,2 L Hemi à compresseur Demon 170 modèle 2023 : 8,9 s[46]

## Course

### Drag Pak

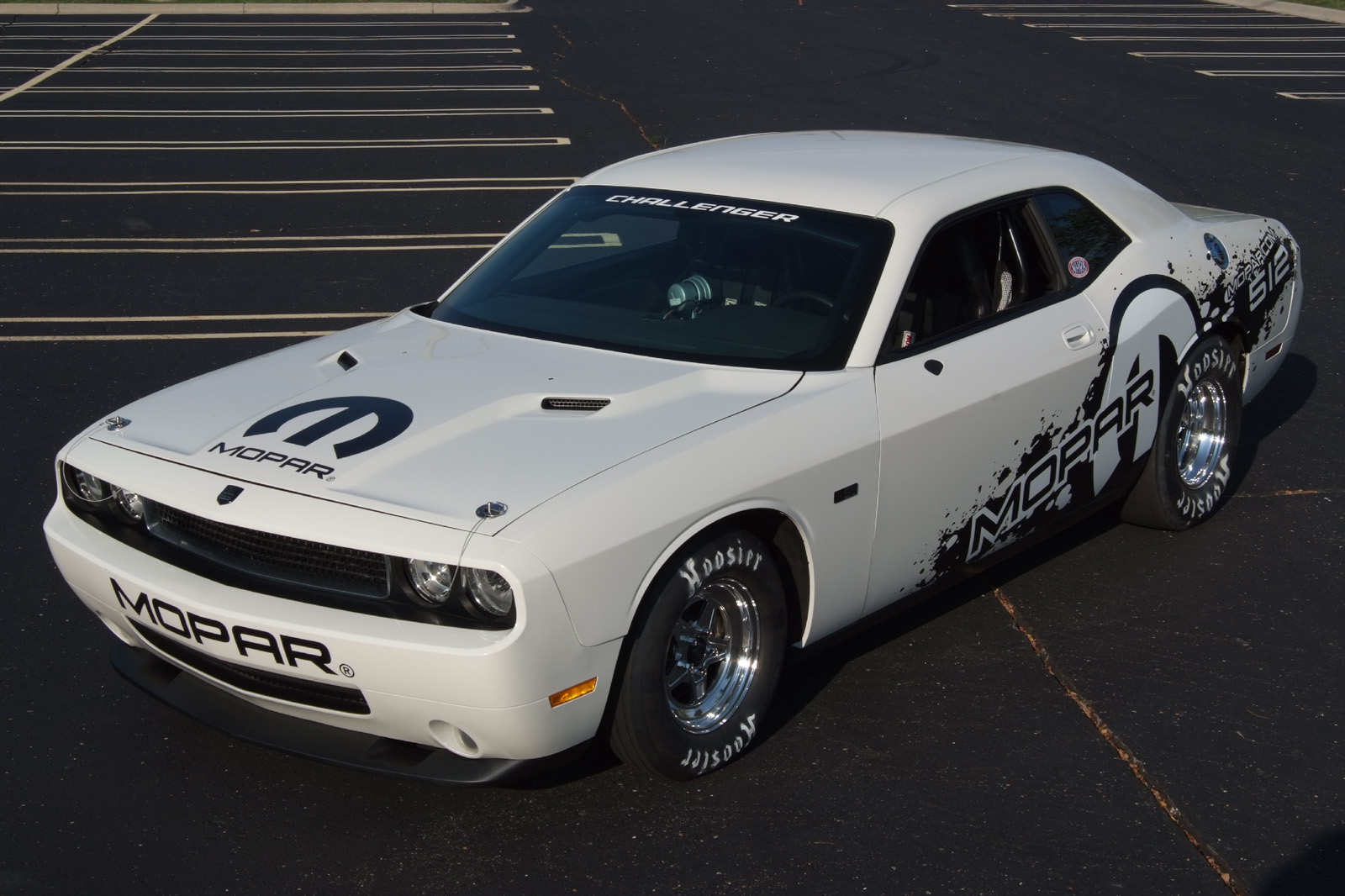
Dodge Challenger DragPak de 2011.

A l'occasion du SEMA Show de Las Vegas de 2019, Mopar s'est associé à Dodge et à SRT pour dévoiler une nouvelle version du Mopar Dodge Challenger Drag Pak, fabriqué en usine et destiné uniquement aux circuits. La Dodge Challenger Mopar Drag Pak de 2020 est conçue pour les coureurs qui participent à des compétitions sportives dans le cadre d’événements sanctionnés par la NHRA et la National Muscle Car Association (NMCA). S'appuyant sur les enseignements tirés du Drag Pak de 3e génération, le nouveau Drag Pak de 4e génération offre aux coureurs le choix d'acheter un package complet prêt pour la piste ou une variété de kits modulaires à installer sur leur propre voiture Dodge Challenger. «Mopar, Dodge et SRT ont collaboré pour faire de cette Challenger Drag Pak non seulement une force sur laquelle ils peuvent compter, mais également un objet de collection instantané pour les passionnés de Mopar», a déclaré Mark Bosanac, responsable du service Mopar, pièces et accessoires. La production du nouveau Challenger Drag Pak sera limitée à 50 unités en série. Les détails de la commande et des prix seront annoncés à l'avenir. Alors que la Dodge Challenger aborde un style rétro avec ses éléments de design qui rappellent l’ère des années 1970, les couleurs rouge, blanche et bleue du Drag Pak rappellent une certaine modernité. Le package graphique est ancré par le logo bleu Mopar et un insigne rouge «Dragpak» sur les ailes arrière. La bande rouge entoure l'arrière de la voiture et relie les badges. Une large bande bleue, avec des traceurs rouges de chaque côté, va du bord du carénage avant au-dessus du toit et jusqu'au bord arrière du couvercle du coffre. Le graphique met en évidence la largeur de la Challenger et complète la variété de paquets de bandes proposés par Mopar pour la Dodge Challenger,. «Nous voulons que cela ait l'air si cool que lorsque le client achète un Drag Pak Challenger, il souhaite utiliser ces graphiques, car ils sont tellement emblématiques et se démarquent», déclare Mark Trostle, responsable de la conception, des voitures particulières et des véhicules utilitaires pour FCA - Amérique du Nord. "Les gens de Mopar sont fiers de l'héritage et du look et ils veulent le montrer."

### Nascar

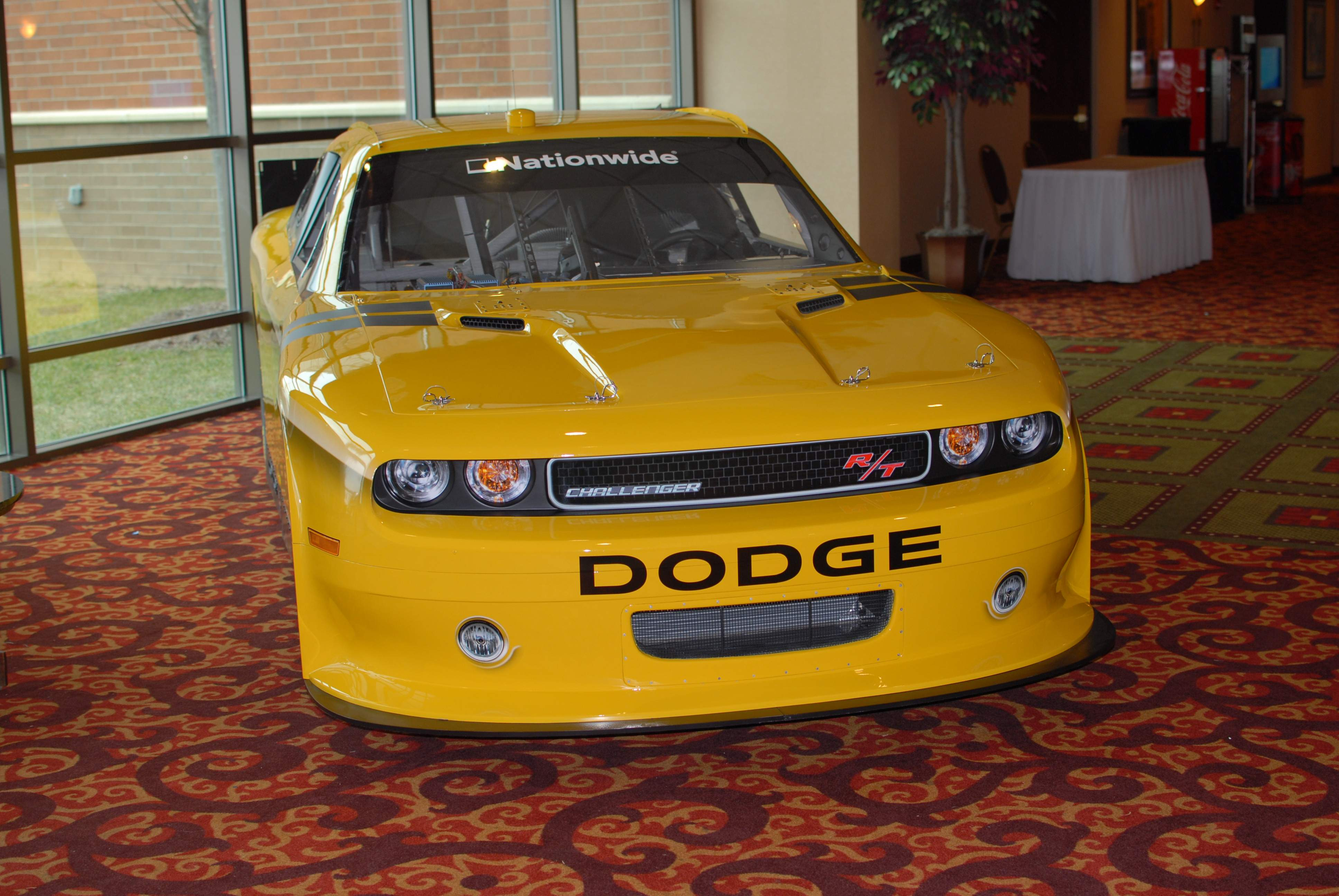
Première version de la série Nationwide, Challenger R/T.

La Challenger R/T a été utilisée comme modèle Chrysler pour le lancement de la compétition National Association for Stock Car Auto Racing NASCAR Nationwide Series de 2010. Comme Dodge soirt officiellement de la NASCAR à la fin de la saison 2012, les voitures et pièces de course restantes ont été achetées par des équipes de course privées et continuent à apparaître dans la série Nationwide pendant les saisons 2013 et 2014. J. J. Yeley a indiqué que son équipe de deux voitures continuerait de faire courir une Challenger dans la série tant qu'il pourrait trouver des pièces pour maintenir les voitures en marche. L'équipe s'est arrêtée après la saison 2014.
Fin 2014, deux Challenger sont mises en course par Miller Racing avec le soutien de SRT et Mopar, conduites par Cameron Lawrence et Joe Stevens, dans la classe TA2 de la série Trans-Am. Les deux voitures utilisent un châssis tubulaire de course sur route Howe avec des corps en fibre de verre. Propulsées par un Hemi 392 modifié pour les courses sur route, les voitures produisaient environ 500 chevaux. À l'exception des ailes légèrement bombées et du grand aileron arrière, les voitures ressemblent beaucoup à la version d'origine. Lawrence a remporté quatre des douze courses de la saison 2015, terminant troisième au classement général du championnat Trans Am TA2. Joe Stevens dans la Green Car no 11 a terminé sixième au classement général après une quatrième place à la finale de la saison à Daytona International Speedway. Joe Stevens a également reçu le prix Cool Shirt Hard Charger.
Pour la saison 2016, l'équipe Stevens-Miller a mis en course trois Challengers dans la série TA2 et participé à seize épreuves, remportant quelques victoires. La voiture no 77 a été peinte dans une livrée rétro très similaire à la voiture no 77 de 1970 conduite par Sam Posey. 

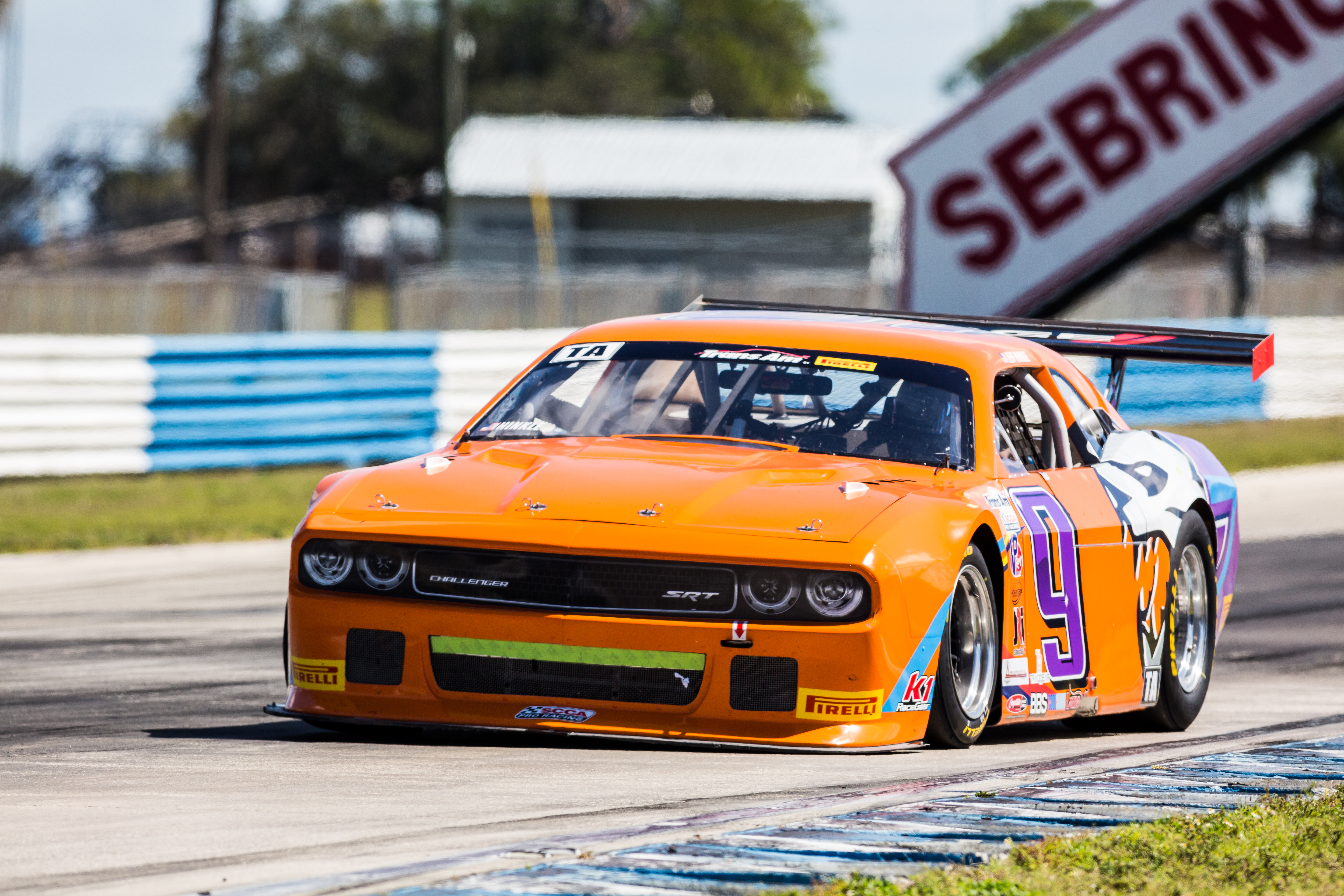
Challenger de classe Trans Am TA 2017 au circuit de Sebring.

En mars 2017, la Challenger est revenue dans la catégorie TA en Trans-Am à Sebring après près de quarante ans d'absence dans la classe de course la plus rapide de Trans-Am. Elle a été conduite par Jeff Hinkle sous l'équipe américaine V8 Road Racing avec John Debenedictis comme chef d'équipe. Son moteur, préparé par Penske Engines Mopar, produisait 855 ch (638 kW).

## Sécurité
| Small overlap–driver                         | Marginal   |
| Moderate overlap                             | Good       |
| Side                                         | Good       |
| Roof strength                                | Acceptable |
| Head restraints and seats                    | Acceptable |
| Front crash prevention (automated avoidance) | Basic      |
| LATCH (ease of use)                          | Acceptable |

| Overall:                | 5/5 étoiles |
| Frontal Driver Side:    | 4/5 étoiles |
| Frontal Passenger Side: | 5/5 étoiles |
| Front Seat:             | 5/5 étoiles |
| Rear Seat:              | 5/5 étoiles |
| Driver:                 | 5/5 étoiles |
| Rear Passenger:         | 5/5 étoiles |
| Rollover (11.1%):       | 4/5 étoiles |

## Production
| Année                 | États-Unis | Canada | Mexique | Europe |
| --------------------- | ---------- | ------ | ------- | ------ |
| 2008                  | 17,423     |        | 284     |        |
| 2009                  | 25,852     |        | 305     |        |
| 2010                  | 36,791     |        | 179     | 101    |
| 2011                  | 39,534     |        | 197     | 108    |
| 2012                  | 46,788     | 1,485  | 295     | 153    |
| 2013                  | 51,462     | 1,514  | 491     | 106    |
| 2014[réf. nécessaire] | 51,611     | 1,623  | 625     | 241    |
| 2015                  | 66,365     | 2,669  | 659     | 310    |
| 2016                  | 64,478     | 3,160  | 668     | 263    |
| 2017                  | 64,537     | 3,422  | 463     | 358    |
| 2018                  | 66,716     | 2,274  | 443     | 706    |
| 2019                  | 60,997     | 2,341  | 392     | 631    |
| 2020                  | 52,955     | 1,368  | 261     |        |
| 2021                  | 54,314     | 1,563  | 255     | 351    |
| 2022                  | 55,060     | 1,853  |         | 440    |
| 2023                  | 44,960     | 2,602  |         |        |
| Subtotal              | 745,528    | 24,461 | 4,603   | 3,868  |
| Total                 | 778,460    |        |         |        |

En 2023, 778 460 modèles ont été écoulés depuis le début de la production.